# 周防大島町
周防大島町（日语：／ Suōōshima chō */?）是位于日本山口縣東南部周防大島上的一个町。轄區包括周防大島以及周邊的5個有人島及25個無人島，並以大島大橋與位於本土的柳井市相連。

## 人口
| 周防大島町人口分布圖 |                                                   |  |
| 周防大島町與日本全國年齡別人口分布比較圖 （2005年資料） | 周防大島町的年齡、男女別人口分布圖 （2005年資料） |  |
| ■紫色是周防大島町 ■綠色是全国 | ■藍色是男性 ■紅色是女性                           |  |
| 周防大島町人口變化 \| 1970年 \| 37,631人 \| \| \| 1975年 \| 34,331人 \| \| \| 1980年 \| 32,021人 \| \| \| 1985年 \| 29,749人 \| \| \| 1990年 \| 27,119人 \| \| \| 1995年 \| 24,795人 \| \| \| 2000年 \| 23,013人 \| \| \| 2005年 \| 21,392人 \| \| \| 2010年 \| 19,084人 \| \| \| 2015年 \| 17,199人 \| \| \| 2020年 \| 14,798人 \| \| |                                                   |  |
| 資料來源：日本總務省統計中心提供之人口普查數據 |                                                   |  |
| 1970年 | 37,631人                                          |  |
| 1975年 | 34,331人                                          |  |
| 1980年 | 32,021人                                          |  |
| 1985年 | 29,749人                                          |  |
| 1990年 | 27,119人                                          |  |
| 1995年 | 24,795人                                          |  |
| 2000年 | 23,013人                                          |  |
| 2005年 | 21,392人                                          |  |
| 2010年 | 19,084人                                          |  |
| 2015年 | 17,199人                                          |  |
| 2020年 | 14,798人                                          |  |

## 歷史

### 年表
- 1889年4月1日：實施町村制，現在的轄區在當時分屬：大島郡油田村、和田村、森野村、家室西方村、安下庄村、日良居村、久賀村、蒲野村、屋代村、小松志佐村、沖浦村。
- 1904年1月1日：久賀村改制為久賀町。
- 1915年11月1日：安下庄村改制為安下庄町。
- 1916年6月1日：小松志佐村改制並改名為小松町。
- 1941年11月3日：家室西方村改名為白木村。
- 1952年9月15日：小松町與屋代村合併為大島町。
- 1955年1月15日：大島町、蒲野村、沖浦村合併為新設制的大島町。
- 1955年4月1日：油田村、和田村、森野村、白木村合併為東和町。
- 1955年4月10日：安下庄町和日良居村合併為橘町。
- 1956年4月5日：大島町大字椋野被併入久賀町。
- 1956年4月10日：大島町大字秋的一部分被併入橘町。
- 2004年10月1日：久賀町、大島町、東和町、橘町合併為周防大島町。[2]
- 2018年10月22日：一艘馬爾他籍的貨輪Erna Oldendorff，在山口縣沿岸航行時，沒有注意到船上起重機超高，因而撞到連結離島周防大島町與柳井市的大島大橋，造成橋上附掛的自來水管及光纜等斷裂。使得周防大島町9000戶居民無水可用，需仰賴送水車送水，直到11月2日臨時自來水管才緊急完工恢復供水。肇事的印尼籍船長已被移送法辦[3]。

### 變遷表
| 1889年4月1日 | 1889年 - 1926年                 | 1926年 - 1954年              | 1955年 - 1989年            | 1989年 - 現在                  | 現在                           |
| ------------ | ------------------------------- | ---------------------------- | -------------------------- | ------------------------------ | ------------------------------ |
| 油田村       | 油田村                          | 油田村                       | 1955年4月1日 合併為東和町  | 2004年10月1日 合併為周防大島町 | 2004年10月1日 合併為周防大島町 |
| 和田村       |                                 |                              | 1955年4月1日 合併為東和町  | 2004年10月1日 合併為周防大島町 | 2004年10月1日 合併為周防大島町 |
| 森野村       |                                 |                              | 1955年4月1日 合併為東和町  | 2004年10月1日 合併為周防大島町 | 2004年10月1日 合併為周防大島町 |
| 家室西方村   | 家室西方村                      | 1941年11月3日 改名為白木村   | 1955年4月1日 合併為東和町  | 2004年10月1日 合併為周防大島町 | 2004年10月1日 合併為周防大島町 |
| 安下庄村     | 1915年11月1日 改制為安下庄町    | 1915年11月1日 改制為安下庄町 | 1955年4月10日 合併為橘町   | 2004年10月1日 合併為周防大島町 | 2004年10月1日 合併為周防大島町 |
| 日良居村     |                                 |                              | 1955年4月10日 合併為橘町   | 2004年10月1日 合併為周防大島町 | 2004年10月1日 合併為周防大島町 |
| 久賀村       | 1904年1月1日 改制為久賀町       | 1904年1月1日 改制為久賀町    | 1904年1月1日 改制為久賀町  | 2004年10月1日 合併為周防大島町 | 2004年10月1日 合併為周防大島町 |
| 蒲野村       | 蒲野村                          | 蒲野村                       | 1955年1月15日 合併為大島町 | 2004年10月1日 合併為周防大島町 | 2004年10月1日 合併為周防大島町 |
| 屋代村       | 屋代村                          | 1952年9月15日 合併為大島町   | 1955年1月15日 合併為大島町 | 2004年10月1日 合併為周防大島町 | 2004年10月1日 合併為周防大島町 |
| 小松志佐村   | 1916年6月1日 改制並改名為小松町 | 1952年9月15日 合併為大島町   | 1955年1月15日 合併為大島町 | 2004年10月1日 合併為周防大島町 | 2004年10月1日 合併為周防大島町 |
| 沖浦村       |                                 |                              | 1955年1月15日 合併為大島町 | 2004年10月1日 合併為周防大島町 | 2004年10月1日 合併為周防大島町 |

## 交通

### 海上航路
- 町營渡船
  - 笠佐航線（小松港 - 笠佐島港）
  - 浮島航線（日前港 - 江浦港、樽見港）
  - 前島航線（久賀港 - 前島港）
  - 情島航線（伊保田港 - 情島港）
- 周防大島 松山渡輪
  - 柳井港 - 伊保田港 - 松山（三津濱）港

## 觀光景點

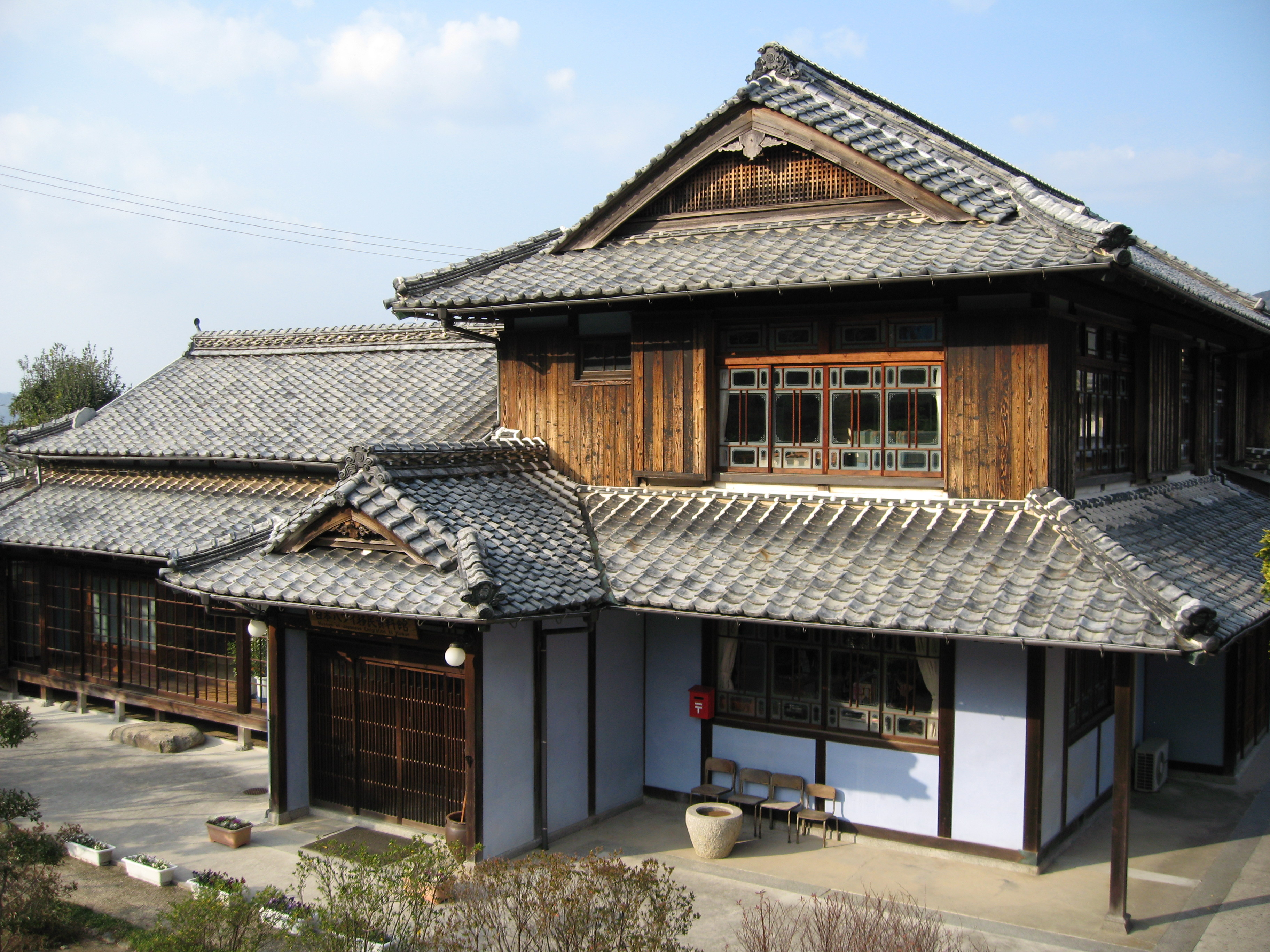
日本夏威夷移民資料館

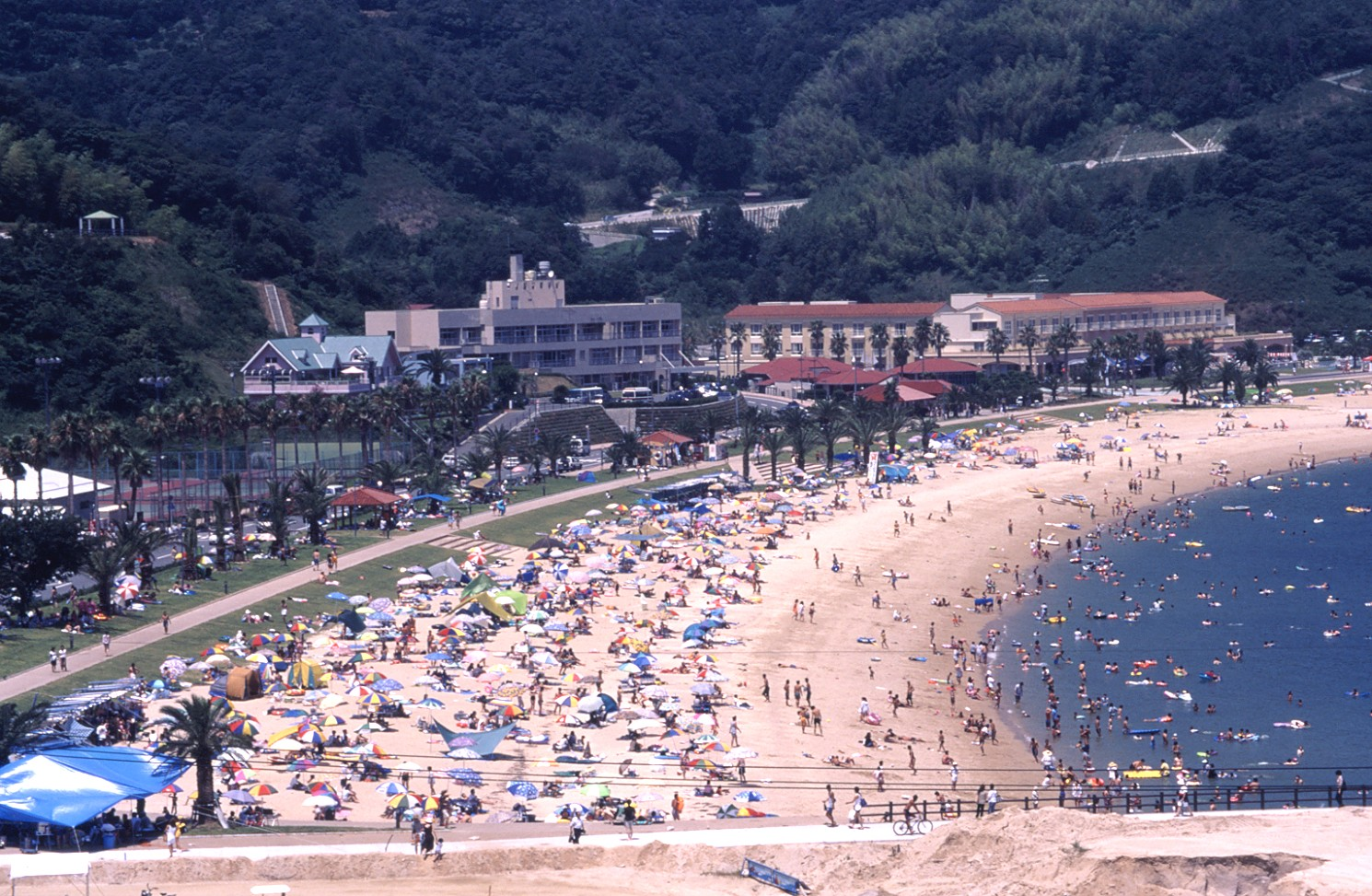
片添濱海水浴場

- 片添濱海濱公園
- 片添濱溫泉
- 龍崎溫泉
- 陸奥記念館
- 逗子濱海水浴場
- 星野哲郎記念館
- 日本夏威夷移民資料館

## 教育

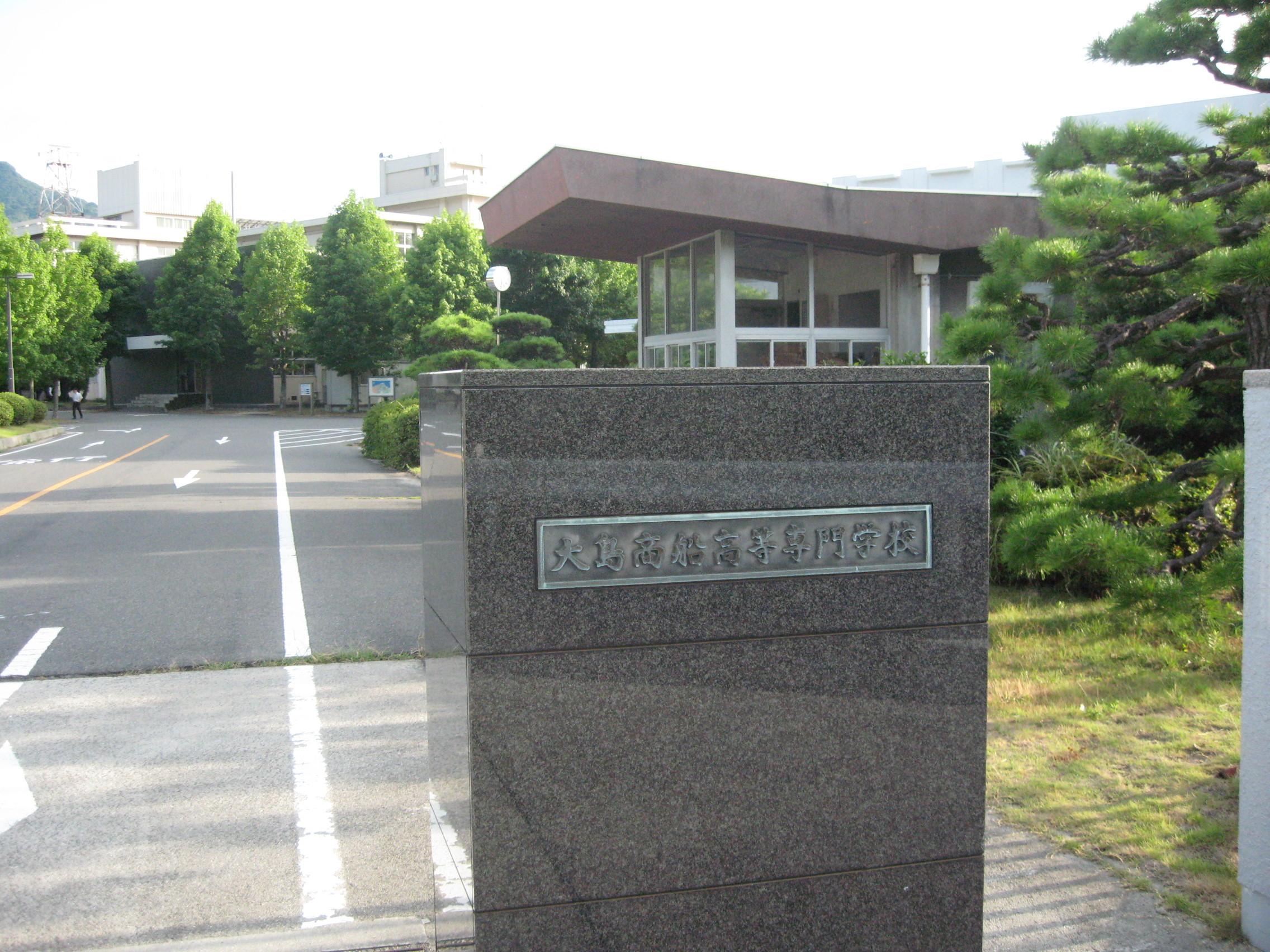
大島商船高等專門學校

### 高等專門學校
- 大島商船高等專門學校

### 高等學校
- 山口縣立周防大島高等學校

## 姊妹、友好都市

### 海外
- 可愛島（美國夏威夷州）
於1963年3月20日締結為姊妹都市。[4]

## 本地出身之名人
- 岩政大樹：職業足球選手
- 受田新吉：前日本眾議院議員
- 嶋原清子：馬拉松選手
- 星野哲郎：作詞家
- 宮本常一：民俗學者
- 森福都：作家
- 安廣欣記：政治評論員、前讀賣新聞政治部次長

## 外部連結
- （日語） 周防大島觀光協會（页面存档备份，存于）